# Finale della UEFA Champions League 2015-2016
La finale della 61ª edizione della Champions League si tenne il 28 maggio 2016 allo stadio Giuseppe Meazza di Milano tra due compagini spagnole: l'Atlético Madrid e il Real Madrid (riproponendo per la seconda volta in tre anni un derbi madrileño in finale).

## Le squadre
| Squadre         | Partecipazioni precedenti (il grassetto indica la vittoria)                       |
| --------------- | --------------------------------------------------------------------------------- |
| Real Madrid     | 13 (1956, 1957, 1958, 1959, 1960, 1962, 1964, 1966, 1981, 1998, 2000, 2002, 2014) |
| Atlético Madrid | 2 (1974, 2014)                                                                    |

## Il cammino verso la finale
Il Real Madrid di Zinédine Zidane viene inserito nel Gruppo A insieme a Paris Saint-Germain, Šachtar e Malmö FF. Nell'incontro d'esordio, gli spagnoli battono lo Šachtar per 4-0 in casa, prima di imporsi in trasferta per 2-0 contro il Malmö FF; nella doppia sfida con il Paris Saint-Germain arrivano un pareggio esterno per 0-0 e una vittoria interna per 1-0. Il girone si chiude con altri due trionfi, quello in trasferta per 4-3 ai danni degli ucraini e quello casalingo per 8-0 contro gli svedesi, che determinano il primo posto in classifica con 16 punti conquistati, derivanti appunto da cinque successi ed un pari. Negli ottavi di finale vengono sorteggiati gli italiani della Roma, battuti con un risultato complessivo di 4-0 tra andata e ritorno, vincendo entrambe le partite per 2-0. Ai quarti i tedeschi del Wolfsburg vengono eliminati con un aggregato totale di 3-2 tra andata, persa per 2-0 in trasferta, e ritorno, successo per 3-0 in casa grazie alla tripletta di Cristiano Ronaldo. In semifinale affrontano gli inglesi del Manchester City, eliminandoli con un risultato complessivo di 1-0 nel doppio confronto, determinato dal pareggio per 0-0 a Manchester e dalla vittoria per 1-0 a Madrid. I Blancos agguantano così la loro quattordicesima finale di Champions League, a distanza di due anni dall'ultima disputata.
L'Atlético Madrid di Diego Simeone viene inserito nel Gruppo C insieme a Benfica, Galatasaray e Astana. Nella partita di debutto, gli spagnoli battono il Galatasaray in trasferta per 2-0, prima di essere sconfitti in casa dal Benfica per 2-1; nel doppio confronto con l'Astana arrivano una vittoria interna per 4-0 e un pareggio esterno per 0-0. Il girone si completa con due trionfi, quello casalingo per 2-0 a discapito dei turchi e quello in trasferta per 2-1 contro i portoghesi, che sanciscono il primo posto in classifica con 13 punti conquistati, frutto appunto di quattro successi, un pari e una sconfitta. Negli ottavi di finale vengono sorteggiati gli olandesi del PSV, battuti ai calci di rigore per 8-7 dopo che entrambe le partite si erano concluse col risultato di 0-0. Ai quarti i connazionali del Barcellona, detentori del trofeo, vengono eliminati con un risultato complessivo di 3-2 tra andata, persa per 2-1 in trasferta, e ritorno, vinto per 2-0 in casa grazie alla doppietta di Antoine Griezmann. In semifinale affrontano i tedeschi del Bayern Monaco, superati grazie alla regola dei gol in trasferta sull'aggregato totale di 2-2, in virtù del successo per 1-0 a Madrid e della sconfitta per 2-1 a Monaco di Baviera. I Colchoneros raggiungono così la loro terza finale di Champions League, a distanza di due anni dall'ultima disputata proprio contro i rivali concittadini del Real Madrid.

### Tabella riassuntiva del percorso
Note: In ogni risultato sottostante, il punteggio della finalista è menzionato per primo. (C: Casa; T: Trasferta)
| Squadra             | P.ti | G |
| ------------------- | ---- | - |
| Real Madrid         | 16   | 6 |
| Paris Saint-Germain | 13   | 6 |
| Šachtar             | 3    | 6 |
| Malmö FF            | 3    | 6 |

| Squadra         | P.ti | G |
| --------------- | ---- | - |
| Atlético Madrid | 13   | 6 |
| Benfica         | 10   | 6 |
| Galatasaray     | 5    | 6 |
| Astana          | 4    | 6 |

## Contesto
Allo stadio Giuseppe Meazza di Milano va in scena la finale fra Real Madrid, alla quattordicesima presenza nell'atto conclusivo del torneo dopo l'ultimo trionfo del 2014, e Atlético Madrid, che è invece alla sua terza apparizione dopo le sconfitte del 1974 e 2014. Le due squadre si ritrovano appunto di fronte in una finale stracittadina a distanza di due anni dall'ultima disputata, dove a prevalere è stato il Real Madrid. L'allenatore dei Blancos, Zidane, schiera la squadra col 4-3-3: davanti al portiere Navas, la linea difensiva a quattro è composta da Carvajal e Marcelo come terzini e dal capitano Ramos e Pepe come difensori centrali. In mediana Casemiro è supportato da Kroos e Modrić, mentre il tridente offensivo è formato da Bale, Benzema e Cristiano Ronaldo, quest'ultimo capocannoniere del torneo. Il tecnico dei Colchoneros, Simeone, opta invece per il 4-4-2: davanti a Oblak, la retroguardia è costituita da Juanfran e Filipe Luís come terzini e da Savić e Godín come difensori centrali. In mediana il capitano Gabi è supportato da Fernández, mentre sulle fasce vengono scelti Saúl e Koke. In attacco le due punte sono Griezmann e Torres.

## La partita
Dopo sei minuti di gioco, Il Real Madrid sfiora il vantaggio con Benzema, che, sugli sviluppi di una punizione di Bale, calcia di prima intenzione all'interno dell'area, trovando tuttavia l'ottima opposizione di Oblak, che con un gran riflesso riesce a respingere il pallone. Al 15', i Blancos pervengono comunque al gol con Ramos, che da pochi passi ribadisce in rete una punizione di Bale, firmando l'1-0 in posizione di fuorigioco non rilevato. Il primo tempo si chiude dunque con il Real avanti di misura e con l'Atlético Madrid che invece palesa difficoltà nel creare pericolo agli avversari.
In apertura di secondo tempo, l'arbitro Clattenburg concede un calcio di rigore all'Atlético per un brusco fallo di Pepe ai danni di Torres: Griezmann si incarica della battuta dal dischetto, ma la sua conclusione si stampa sulla traversa. Dopo un tiro dalla distanza di Savić, terminato di poco a lato, i Colchoneros vanno nuovamente vicini al pari con Saúl, che con una girata di sinistro manda fuori a fil di palo. Dopo una gran parata di Oblak su tiro di Benzema, l'Atlético trova il pareggio al 79': Gabi scodella il pallone per Juanfran, il quale appoggia a sua volta in mezzo all'area per il subentrato Carrasco, che di prima intenzione insacca in rete alla spalle di Navas. Col risultato bloccato sull'1-1, la gara si protrae anche questa volta ai tempi supplementari.
A differenza di quanto avvenne due anni prima, il prolungamento non porta a nuove segnature, complice anche la stanchezza e i nervi tesi, consegnando l'esito della finale ai calci di rigore. Dal dischetto, entrambe le squadre realizzano i primi tre rispettivi penalty: per il Real vanno a segno Vázquez, Marcelo e Bale, mentre per l'Atlético sono Griezmann, Gabi e Saúl a trasformare in rete dagli undici metri. Dopo che Ramos supera Oblak con freddezza, è l'errore di Juanfran, che calcia sul palo, a condannare nuovamente i suoi alla sconfitta, poiché Cristiano Ronaldo mette a segno il successivo rigore, consegnando così ai Blancos l'undicesimo trofeo nel massimo torneo continentale.

## Tabellino
| Arbitro: | Mark Clattenburg |

|                                          |                      |                              |
| S. Ramos 15’                             | Marcatori            | 79’ Carrasco                 |
| L. Vázquez Marcelo Bale S. Ramos Ronaldo | Tiri di rigore 5 – 3 | Griezmann Gabi Saúl Juanfran |

| Real Madrid | Atlético Madrid |

| P               | 1  | Keylor Navas      | 47’   |     |
| D               | 15 | Daniel Carvajal   | 11’   | 52’ |
| D               | 4  | Sergio Ramos      | 90+3’ |     |
| D               | 3  | Pepe              | 112’  |     |
| D               | 12 | Marcelo           |       |     |
| C               | 14 | Casemiro          | 79’   |     |
| C               | 19 | Luka Modrić       |       |     |
| C               | 8  | Toni Kroos        |       | 72’ |
| A               | 11 | Gareth Bale       |       |     |
| A               | 9  | Karim Benzema     |       | 77’ |
| A               | 7  | Cristiano Ronaldo |       |     |
| Sostituti:      |    |                   |       |     |
| P               | 13 | Kiko Casilla      |       |     |
| D               | 6  | Nacho             |       |     |
| D               | 23 | Danilo            | 93’   | 52’ |
| C               | 10 | James Rodríguez   |       |     |
| C               | 18 | Lucas Vázquez     |       | 77’ |
| C               | 22 | Isco              |       | 72’ |
| A               | 20 | Jesé              |       |     |
| Allenatore:     |    |                   |       |     |
| Zinédine Zidane |    |                   |       |     |

| P             | 13 | Jan Oblak                 |       |      |
| D             | 20 | Juanfran                  |       |      |
| D             | 15 | Stefan Savić              |       |      |
| D             | 2  | Diego Godín               |       |      |
| D             | 3  | Filipe Luís               |       | 109’ |
| C             | 17 | Saúl Ñíguez               |       |      |
| C             | 14 | Gabi                      | 90+3’ |      |
| C             | 12 | Augusto Fernández         |       | 46’  |
| C             | 6  | Koke                      |       | 116’ |
| A             | 7  | Antoine Griezmann         |       |      |
| A             | 9  | Fernando Torres           | 61’   |      |
| Sostituti:    |    |                           |       |      |
| P             | 1  | Miguel Ángel Moyà         |       |      |
| D             | 19 | Lucas Hernández           |       | 109’ |
| D             | 24 | José Giménez              |       |      |
| C             | 5  | Tiago                     |       |      |
| C             | 21 | Yannick Ferreira Carrasco |       | 46’  |
| C             | 22 | Thomas                    |       | 116’ |
| A             | 16 | Ángel Correa              |       |      |
| Allenatore:   |    |                           |       |      |
| Diego Simeone |    |                           |       |      |